# Mielichhoferia commixta
Mielichhoferia commixta là một loài rêu trong họ Bryaceae. Loài này được Thér. mô tả khoa học đầu tiên năm 1925.